# Plesionika ensis
Plesionika ensis är en kräftdjursart som först beskrevs av Alphonse Milne-Edwards 1881.  Plesionika ensis ingår i släktet Plesionika och familjen Pandalidae. Inga underarter finns listade i Catalogue of Life.